# Scharnebeck
Scharnebeck là một đô thị của huyện Lüneburg, bang Niedersachsen, Đức. Đô thị này có diện tích 26,88 km². Đô thị này có cự ly khoảng 10 km về phía đông bắc Lüneburg.
Scharnebeck là thủ phủ của Samtgemeinde ("đô thị tập thể") Scharnebeck.